# Caesalpinia hintonii
Caesalpinia hintonii är en ärtväxtart som beskrevs av Noel Yvri Sandwith. Caesalpinia hintonii ingår i släktet Caesalpinia och familjen ärtväxter. Inga underarter finns listade i Catalogue of Life.